# Jorge Presno

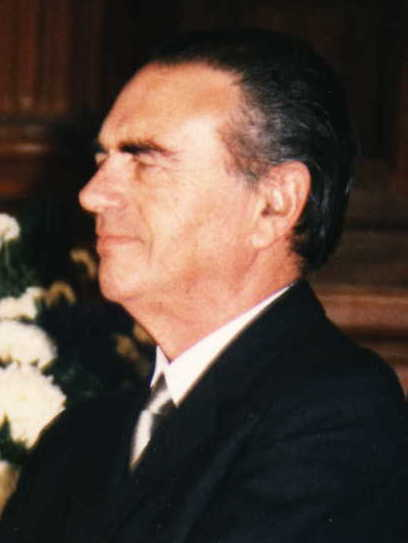
advogado e político uruguaio Jorge Presno

Jorge Luis Presno Harán (Montevidéu, 26 de agosto de 1929 - 5 de outubro de 2010) foi um advogado e político uruguaio, membro do Partido Nacional, que serviu como ministro da Indústria, em dois governos do Partido Colorado.